# BIC Jose Olaya Balandra
Le BIC Jose Olaya Balandra est un navire océanographique de la marine péruvienne appartenant à l'IMARPE (Institut de la mer du Pérou). Il porte le nom d'un martyr de la guerre d'indépendance du Pérou José Olaya (es). 

## Histoire
Le navire a été construit au Japon au chantier naval Mitsubishi de Shimonoseki en 1997-98. le bateau a été donné par le gouvernement japonais par le JICA (Agence de coopération internationale du Japon). Il peut accueillir 30 personnes, y compris l'équipage et le personnel scientifique et a un rayon d'action de 30 jours.

### Mission
Le BIC José Olaya Balandra est équipé pour la pêche et la recherche océanographique. Il est équipé de matériel scientifique, comme un écho-sondeur pour la quantification et la détection des produits de la pêche, de courantomètre Dopler pour mesurer les courants marins à des profondeurs différentes, d'un sonar CCR  de balayage pour détecter les bancs, tous les types de filets et palangres pour la collecte d'échantillons et de matériel de laboratoire chimique.

### Note et référence
- (es) Cet article est partiellement ou en totalité issu de l’article de Wikipédia en espagnol intitulé « BIC Jose Olaya » (voir la liste des auteurs).